# Theodora van Bosse
Theodora Jacoba Sleeswijk-van Bosse (Amsterdam, 27 september 1874 – Lage Vuursche, 23 januari 1953) was een Nederlandse schilder en etser. Ze was een leerling van Maurits van der Valk en schilderde en etste vooral landschappen.
Theodora was de dochter van commissionair Dirk van Bosse en Ida Johanna Krusemann. Na de meisjesschool ging ze met haar oom en tante in 1894 op expeditie naar Zuid-Afrika. Haar oom professor Max Weber was zoöloog en directeur van het zoölogisch museum in Artis, haar tante Anna Weber-van Bosse, was botanicus. Van hun reis van Kaap de Goede Hoop langs de kust naar de oostelijke provincies maakte Theodora een veertigtal pasteltekeningen. Op 21 oktober 1897 trouwde ze met bankier Cornelis Sleeswijk (1871-1960). In haar thuisatelier kreeg ze lessen van beeldend kunstenaar Maurits van der Valk. 
's Zomers maakte ze vele reizen door Europa. Toen deze reizen haar zwaar begonnen te vallen kocht ze in 1932 met haar man het landgoed Venwoude in Lage Vuursche als zomerverblijf. Hier overleed ze op 23 januari 1953. Een maand later schonk haar man Cornelis Sleeswijk haar werken aan het Tropenmuseum.

## Maatschappelijk actief
Tijdens de Eerste Wereldoorlog (1914-1918) was zij lid van het steuncomité van district 67 (bijzondere gevallen: schilders, dichters, reizigers etc.). Na de Eerste Wereldoorlog voerde ze het secretariaat van de Bond voor Vrouwenkiesrecht. Rond 1930 werd ze voorzitter van de Amsterdamse afdeling van de vrouwenvereniging Tesselschade-Arbeid Adelt. 